# Karislojo kommunvapen

Karislojo kommunvapen 1965-2012

Karislojo kommunvapen var det heraldiska vapnet för kommunen Karislojo i det finländska landskapet Nyland. Vapnet ritades av Toivo Vuorela och fastställdes 4 februari 1965. Motivet är en stjärna över en björkkvist. Stjärnan och kvisten är gyllene och vapnets bakgrund är blå. Motivet härstammar från sagan Björken och stjärnan av Zacharias Topelius. Topelius skrev sagan i Karislojo. 
Karislojo kommun uppgick i Lojo stad år 2013. Då blev det före detta kommunvapnet ett inofficiellt hembygdsvapen.